# Curateur public du Québec
Le Curateur public du Québec est une institution publique créée en 1945 avec siège social à Montréal, Québec. Il est chargé des tutelles et des curatelles qui lui sont confiées par un tribunal ainsi que de la surveillance de l'administration des tutelles et curatelles assumées par les proches des personnes représentées. Il offre aussi de nombreux services d'information et de soutien. 
Le nom curateur public désigne à la fois l'institution et la personne qui la dirige, qui est nommée par le Gouvernement du Québec pour un mandat de cinq ans. Son indépendance est établie par le Code civil et la Loi sur le curateur public. À titre de représentant de près de 13 000 personnes inaptes, le curateur public agit ès qualités, au nom de la personne représentée, et non pas d'abord comme officier public. Le curateur public est tenu par la loi de décider et d'agir dans le seul intérêt des personnes représentées, dans le respect de leurs droits et la sauvegarde de leur autonomie. Le curateur public peut donc agir quand les services publics sont en cause.

## Réforme de 1998-2001
En 1997-1998, le Protecteur du citoyen et le Vérificateur général publient des rapports faisant état de graves manquements à la mission du Curateur public qui pouvaient avoir des conséquences négatives pour les personnes sous tutelle ou sous curatelle, autant les personnes représentées par le Curateur public que celles représentées par des membres de leur famille.
Une réforme majeure du Curateur public est lancée en 1998 avec la mise en œuvre d'un premier plan de redressement proposé par une firme d'experts-conseils et, plus tard la même année, par la nomination de Pierre Gabrièle au poste de curateur public. En 1999-2000, le gouvernement propose une solution permanente aux problèmes récurrents de financement ainsi que des mesures visant une meilleure protection des personnes représentées et une plus grande imputabilité du Curateur public devant les parlementaires. Depuis la réforme, le gouvernement assure son financement à même le budget de dépenses de l'État et l’effectif à temps complet du Curateur public est passé de 250 avant la réforme à plus de 600 en 2005.

## Curateurs publics
Le gouvernement du Québec nomme une personne pour agir comme curateur public pour un mandat renouvelable de cinq ans. Me Denis Marsolais est curateur public depuis juin 2018. Me Marsolais été président de la Chambre des notaires du Québec pendant 13 ans avant d’entamer son parcours dans la haute fonction publique québécoise. Entre 2009 et 2012, il a agi comme sous-ministre au ministère de la Justice. Me Marsolais a ensuite présidé la Commission municipale du Québec entre 2012 et 2013 avant d’accepter le mandat de coroner en chef jusqu’en 2014. C’est au ministère de la Sécurité publique qu’il a poursuivi sa carrière comme sous-ministre de 2014 à 2016, puis comme sous-ministre au ministère des Transports, de la Mobilité durable et de l’Électrification des transports. De 2017 à 2018, Me Marsolais a œuvré comme coordonnateur gouvernemental du Bureau de la transformation organisationnelle de la justice.    
- Julie Baillargeon-Lavergne (2022-)
- Denis Marsolais (2018-2022)
- Normand Jutras (2013-2018)
- Diane Lavallée (2006-2013)
- Nicole Malo (2001-2006)
- Pierre Gabrièle (1998-2001)
- Juliette P. Bailly (1996-1998)
- Nicole Fontaine (1989-1996)
- Lucienne Robillard (1986-1989)
- Rémi Lussier (1968-1986)
- Jean-H. Deslauriers (1960-1968)
- Charles-Émile Bruchési (1953-1960)
- François-Albert Gatien (1952-1953)
- Anatole Carignan (1947-1952)
- Henry Lemaître Auger (1945-1947)

## Bureaux
Le Curateur public compte environ 800 employés, à son siège social de Montréal, dans quatre bureaux régionaux (Longueuil, Montréal, Québec et Saint-Jérôme) et dans sept points de service.